# Mille colombes
Singles de Mireille Mathieu
Amour défendu
(1977) Chante pour le soleil
(1978)
Pistes de Sentimentalement vôtre
Ne me quitte pas, mon amour, ne me quitte pas La tête en feu
Mille colombes est une chanson interprétée par la chanteuse française Mireille Mathieu sortie en 1977 en France chez Philips. La chanteuse enregistre cette chanson en compagnie des Petits chanteurs à la croix de bois.
C'est une adaptation de l'air Casta Diva, extrait de l'opéra Norma de Vincenzo Bellini

## Crédits du 45 tours
Mireille Mathieu est accompagnée par le grand orchestre de Christian Bruhn pour Mille Colombes et Sagapo. La photo de la pochette est de Norman Parkinson. 

## Reprises
Mireille Mathieu interpréte également cette chanson en allemand sous le titre Nimm noch einmal die Gitarre, publiée en 45 tours en Allemagne en 1977. La face B, Sagapo, a aussi sa version allemande publiée en 1977: S'agapo.

## Publication dans le monde
Le 45 tours connaît plusieurs publications dans différents pays du monde :
| Pays      | Maison de disques                                                | Date de sortie |
| --------- | ---------------------------------------------------------------- | -------------- |
| France    | Philips (Référence Philips 6172 650)                             | 1977           |
| Allemagne | Ariola (Référence Ariola 11 970 AT)                              | 1977           |
| Japon     | Teichiku Records, Overseas (Référence Teichiku Records MA-106-V) | 1978           |

## Classements
| Pays   | Meilleure position | Certification | Ventes  |
| ------ | ------------------ | ------------- | ------- |
| France | 2                  | Or            | 600 000 |

## Principaux supports discographiques
Mille colombes se retrouve pour la première fois sur le 45 tours français du même nom de la chanteuse sorti en 1977 chez Philips avec ce titre en face A et Sagapo en face B . Elle se retrouve ensuite sur l'album Sentimentalement vôtre datant de 1977 mais aussi sur de nombreuses compilations par la suite comme sur la triple compilation Platinum Collection publiée en 2005 mais aussi sur la triple compilation publiée en 2014, Une vie d'amour.